# Антигва и Барбуда на Светском првенству у атлетици у дворани
Антигва и Барбуда су на до сада одржаних 17 Светских првенстава у дворани учествовали 8 пута. Дебитовали су на 1. Светском првенству 1987. у Индијанаполису.
На светским првенствима у дворани Антигва и Барбуда освојила је једну медау, тако да се после Светског првенства 2018. налази у групи од 8 земаља са једном бронзаном медаљом и дели 73. место земаља које су освајале медаље.
На табели успешности спортисти (првих 8 места) Антигве и Барбуде су најбоље пласирана на Светском првенству 2010. у Дохи (Кувајт) кад су делили 25. место.
| Место | СП у дворани      |   |   |   |   |
| = 73. | Антигва и Барбуда | 0 | 0 | 1 | 1 |

## Освајачи медаља на светским првенствима у дворани
| Бр. | Мед. | Име(на)       | СП         | Дисциплина | Ж | М |
| 1.  |      | Данијел Бејли | 2010. Доха | 60 м       |   | М |

## Учешће и освојене медаље Антигве и Барбуде на светским првенствима у дворани
| Учешће и освојене медаље Антигве и Барбуде СП | Учешће и освојене медаље Антигве и Барбуде СП | Учешће и освојене медаље Антигве и Барбуде СП | Учешће и освојене медаље Антигве и Барбуде СП | Учешће и освојене медаље Антигве и Барбуде СП | Учешће и освојене медаље Антигве и Барбуде СП | Учешће и освојене медаље Антигве и Барбуде СП | Учешће и освојене медаље Антигве и Барбуде СП | Учешће и освојене медаље Антигве и Барбуде СП | Учешће и освојене медаље Антигве и Барбуде СП | Учешће и освојене медаље Антигве и Барбуде СП | Учешће и освојене медаље Антигве и Барбуде СП | Учешће и освојене медаље Антигве и Барбуде СП | Учешће и освојене медаље Антигве и Барбуде СП | Учешће и освојене медаље Антигве и Барбуде СП | Учешће и освојене медаље Антигве и Барбуде СП | Учешће и освојене медаље Антигве и Барбуде СП | Учешће и освојене медаље Антигве и Барбуде СП |
| СП                                            | Учесника                                      | Муш.                                          | Жене                                          | дисц.                                         |                                               |                                               |                                               |                                               | Пласман                                       | 4.М                                           | 5.М                                           | 6.М                                           | 7.М                                           | 8.М                                           | УК фин.                                       | Пл. ТУ                                        | Детаљи                                        |
| --------------------------------------------- | --------------------------------------------- | --------------------------------------------- | --------------------------------------------- | --------------------------------------------- | --------------------------------------------- | --------------------------------------------- | --------------------------------------------- | --------------------------------------------- | --------------------------------------------- | --------------------------------------------- | --------------------------------------------- | --------------------------------------------- | --------------------------------------------- | --------------------------------------------- | --------------------------------------------- | --------------------------------------------- | --------------------------------------------- |
| 1987. Индијанаполис                           | 3                                             | 2                                             | 1                                             | 4                                             | 0                                             | 0                                             | 0                                             | 0                                             | -                                             | 0                                             | 0                                             | 0                                             | 0                                             | 0                                             | 0                                             | 0                                             | [ 2 ]                                         |
| 1989 — 1997.                                  | Нису учествовали                              | Нису учествовали                              | Нису учествовали                              | Нису учествовали                              | Нису учествовали                              | Нису учествовали                              | Нису учествовали                              | Нису учествовали                              | Нису учествовали                              | Нису учествовали                              | Нису учествовали                              | Нису учествовали                              | Нису учествовали                              | Нису учествовали                              | Нису учествовали                              | Нису учествовали                              | Нису учествовали                              |
| 1999. Меабаши                                 | 1                                             | 0                                             | 1                                             | 1                                             | 0                                             | 0                                             | 0                                             | 0                                             | -                                             | 0                                             | 0                                             | 0                                             | 0                                             | 0                                             | 0                                             | 0                                             | [ 2 ]                                         |
| 2001. Лисабон                                 | 1                                             | 0                                             | 1                                             | 1                                             | 0                                             | 0                                             | 0                                             | 0                                             | -                                             | 0                                             | 0                                             | 0                                             | 0                                             | 0                                             | 0                                             | 0                                             | [ 2 ]                                         |
| 2003. Бирмингем                               | 1                                             | 0                                             | 1                                             | 1                                             | 0                                             | 0                                             | 0                                             | 0                                             | -                                             | 0                                             | 0                                             | 0                                             | 0                                             | 0                                             | 0                                             | 0                                             | [ 2 ]                                         |
| 2004 — 2006.                                  | Нису учествовали                              | Нису учествовали                              | Нису учествовали                              | Нису учествовали                              | Нису учествовали                              | Нису учествовали                              | Нису учествовали                              | Нису учествовали                              | Нису учествовали                              | Нису учествовали                              | Нису учествовали                              | Нису учествовали                              | Нису учествовали                              | Нису учествовали                              | Нису учествовали                              | Нису учествовали                              | Нису учествовали                              |
| 2008. Веленсија                               | 2                                             | 2                                             | 0                                             | 1                                             | 0                                             | 0                                             | 0                                             | 0                                             | -                                             | 0                                             | 0                                             | 0                                             | 0                                             | 0                                             | 0                                             | 0                                             | [ 2 ]                                         |
| 2010. Доха                                    | 1                                             | 1                                             | 0                                             | 1                                             | 0                                             | 0                                             | 1                                             | 1                                             | -                                             | 0                                             | 0                                             | 0                                             | 0                                             | 0                                             | 0                                             | 0                                             | [ 2 ]                                         |
| 2012. Истанбул                                | Нису учествовали                              | Нису учествовали                              | Нису учествовали                              | Нису учествовали                              | Нису учествовали                              | Нису учествовали                              | Нису учествовали                              | Нису учествовали                              | Нису учествовали                              | Нису учествовали                              | Нису учествовали                              | Нису учествовали                              | Нису учествовали                              | Нису учествовали                              | Нису учествовали                              | Нису учествовали                              | Нису учествовали                              |
| 2014. Сопот                                   | 1                                             | 0                                             | 1                                             | 1                                             | 0                                             | 0                                             | 0                                             | 0                                             | -                                             | 0                                             | 0                                             | 0                                             | 0                                             | 0                                             | 0                                             | 0                                             | [ 2 ]                                         |
| 2016. Портланд                                | 3                                             | 1                                             | 2                                             | 3                                             | 0                                             | 0                                             | 0                                             | 0                                             | -                                             | 0                                             | 0                                             | 0                                             | 0                                             | 0                                             | 0                                             | 0                                             | [ 2 ]                                         |
| 2018. Бирмингем                               | Нису учествовали                              | Нису учествовали                              | Нису учествовали                              | Нису учествовали                              | Нису учествовали                              | Нису учествовали                              | Нису учествовали                              | Нису учествовали                              | Нису учествовали                              | Нису учествовали                              | Нису учествовали                              | Нису учествовали                              | Нису учествовали                              | Нису учествовали                              | Нису учествовали                              | Нису учествовали                              | Нису учествовали                              |
| Укупно 8 (17)                                 | 14                                            | 7                                             | 7                                             |                                               | 0                                             | 0                                             | 1                                             | 1                                             | -                                             | 0                                             | 0                                             | 0                                             | 0                                             | 0                                             | 1                                             | =25                                           |                                               |

## Преглед учешћа спортиста Антигве и Барбуда и освојених медаља по дисциплинама на СП у дворани
Стање после СП 2018.
| Дисциплина | Период | Период   | Укупно | Мушки | Жене |   |   |   |   |
| Дисциплина | Прво   | Последње | Укупно | Мушки | Жене |   |   |   |   |
| ---------- | ------ | -------- | ------ | ----- | ---- | - | - | - | - |
| 60 м       | 1987   | 2016     | 4      | 3     | 1    | 0 | 0 | 1 | 1 |
| 400 м      | 1987   | 2016     | 2      | 0     | 2    | 0 | 0 | 0 | 0 |
| 800 м      | 1987   | 1987     | 1      | 1     | 0    | 1 | 0 | 0 | 0 |
| 1.500 м    | 1987   | 1987     | 0      | 0     | 0    | 0 | 0 | 0 | 0 |
| Скок удаљ  | 1987   | 1987     | 1      | 1     | 0    | 0 | 0 | 0 | 0 |
| Скок увис  | 2016   | 2016     | 1      | 0     | 1    | 0 | 0 | 0 | 0 |
| Укупно (6) |        |          | 9      | 5     | 4    | 1 | 0 | 0 | 1 |

Разлика у горње две табеле за 5 учесника (2 мушкараца и 3 жене) настала је у овој табели јер је сваки такмичар без обзира колико је пута учествовао на првенствима и у колико разних дисциплина на истом првенству, рачунат само једном.

## Национални рекорди постигнути на светским првенствима у дворани
| Дисцилина               | Нови рекорд | Атлетича/ка   | Датум, Место              | Стари рекорд | Атлетича/ка   | Датум, Место      |
| ----------------------- | ----------- | ------------- | ------------------------- | ------------ | ------------- | ----------------- |
| Трка на 800 метара, м   | 1:54,56     | Дејл Џоунс    | 6. 3. 1987. Индијанаполис |              |               |                   |
| Трка на 1.500 метара, м | 21.83       | Дејл Џоунс    | 6. 3. 1987. Индијанаполис |              |               |                   |
| Трка на 60 метара ж     | 7,41        | Хедер Самјуел | 7. 3. 1999. Маебаши       |              |               |                   |
| Трка на 60 метара ж     | 7,36 кв.    | Хедер Самјуел | 14. 3. 2003. Бирмингем    | 7, 41        | Хедер Самјуел | 7.3.1999 Меабаши  |
| Трка на 60 метара ж     | 7,31 пф.    | Хедер Самјуел | 14. 3. 2003. Бирмингем    | 7,36         | Хедер Самјуел | 14.3.2003 Меабаши |

## Занимљивости
- Најмлађи учесник: Данијел Бејли 21 год и 180 дана
- Најстарији учесник: Хедер Самјуел 32 год и 271 дана
- Највише учешћа: Хедер Самјуел 3 пута (1999—2003)
- Најбоље пласирани атлетичар: Данијел Бејли 3. место (2010)
- Најбоље пласирана атлетичарка: Лаверн Џоунс-Ферет 9. место (2008)
- Прва медаља: Данијел Бејли (бронзана 2010)
- Прва златна медаља: –
- Највише медаља: Данијел Бејли 1
- Најбољи пласман Антигве и Барбуда: =26 место (2010)